# 橘ノ圓 (3代目)
三代目 橘ノ 圓（たちばなの まどか、1935年8月27日 - 2014年5月29日）は、山形県南陽市出身の落語家。落語芸術協会理事。本名∶布施 重雄。

## 経歴
南陽市立梨郷中学校卒業。ガラス工場などの社会人を経験した後1954年9月、四代目三遊亭圓馬に入門。三遊亭冨太馬で初高座。1958年3月に二ツ目昇進し三遊亭扇馬と改名。
1969年4月、三代目桂圓枝、二代目春風亭梅橋と共に真打昇進し、三代目橘ノ圓を襲名。
2014年5月29日午前2時40分 肺炎のため埼玉県三郷市内の病院で死去。78歳没。戒名は「天真院和樂圓證信士」。墓所は東京都葛飾区の南蔵院 。

## 芸歴
- 1954年9月 - 四代目三遊亭圓馬に入門し、前座名「三遊亭冨太馬」。
- 1958年3月 - 二ツ目昇進、「扇馬」と改名。
- 1969年4月 - 真打昇進、「三代目橘ノ圓」を襲名。

## 弟子

### 直弟子
- 五代目三遊亭圓馬
- 橘ノ杏奈 - 五代目春風亭柳昇門下から移籍

### 移籍
- 橘ノ圓満 - 圓死後移籍五代目三遊亭圓馬門下へ
- 橘ノ双葉 - 圓死後移籍五代目三遊亭圓馬門下へ

## 人物
- 江戸落語の中でも、主に古典落語を高座にかける。
- 「縁（圓）があったら“ま〜ど〜か（圓）”、よろしく御願い致します」と洒落た挨拶が恒例となっている。
- 1958年、師匠の古今亭今輔と関係が悪化、落語家を休業状態になっていた古今亭今児との間をとりもち、今児が桂米丸のもとで桂歌丸として落語家に復帰するきっかけを作ったのが圓である[3]。
- 逝去後、同じ落語芸術協会に所属する桂夏丸が『橘ノ圓物語』という新作を演じている。
- 夫人が、埼玉県八潮市で『落語家の家庭料理 圓の店』を営んでいる[4][5]。